# VECA Airlines
A VECA Airlines (Vuelos Economicos de Centro America) é uma companhia aérea de El Salvador, detida pela Sociedad Hasgar S.A. de C.V. e é a transportadora de bandeira do país estabelecida em 2014 em San Salvador. O principal hub é em San Salvador, no Aeroporto Internacional de El Salvador.

## História
A companhia aérea opera desde Novembro de 2014 (embora só tenha sido oficialmente lançada em Abril de 2015), com três Airbus A319 em serviços regionais na América Central (além de San Salvador, para a Cidade da Guatemala e San José).
A VECA veio trazer de novo concorrência ao mercado da América Central, depois da fusão da Avianca e da TACA. Muitos ex-funcionários da TACA Airlines estão agora na VECA, depois desta ter sido integrada pela Avianca, da Colômbia.
Entre os planos de companhia aérea de baixo custo, está a oferta de voos aos muito salvadorenhos residentes nos Estados Unidos.

## Frota
Quando foi oficialmente lançada, em Abril de 2015, a VECA Airlines operava com estes aviões:
- 3 Airbus A319.[7]